# Mystriosuchus
Mystriosuchus is een geslacht van uitgestorven op een krokodil lijkende reptielen, behorend tot de Phytosauria. Dit dier leefde tijdens het Trias. Fossielen ervan zijn gevonden in Calcari di Zorzino in Noord-Italië, Stubensandstein in Zuidwest-Duitsland en in de Huai Hin Lat-formati in Thailand. Het geslacht Mystriosuchus omvat de twee soorten M. planirostris en M. westphali.
Mystriosuchus was ongeveer vier meter lang; dit reptiel behoorde tot het dolichorostrale type phytosauriërs, wat inhoudt dat Mystriosuchus een lange, slanke snuit had met een groot aantal puntige tanden. Deze kenmerken waren uitstekend geschikt voor het vangen en eten van vissen.